# 朝野群載
朝野群載（ちょうやぐんさい）は平安時代の詩文・宣旨・官符・書札等各種文書を分類して算博士・三善為康が編纂したもの。1116年（永久4）成立。しかしその後の増補があり、最終的には保延年間（1135～41）の成立と推定される。元は30巻であったが、10、14、18、19、23、24、25、29、30の9巻は現存しない。
分類は、文筆・朝儀・神祇官・太政官・摂籙家・公卿家・別奏・功労・廷尉・内記・紀伝・陰陽道・暦道・天文道・医道・仏事・太宰府・異国・雑文・凶事・諸国雑事・諸国公文・諸国功過の各項目であるが、これは現存する部分についてであり、失われた9巻にどのような分類が含まれていたのかは不明である。
上記の内容からも判るとおり、本書は詩文集としてより、諸司の事務に関わるものを多く含み、文書集としての性格が強い。また編者三善為康が身近な「反故」を集めたと自ら述べているように、編者が生きた平安時代末期の史料が特に多く収録されていることから、平安時代中紀以降末期にかけての律令政治の実態を伝える貴重な文書集となっている。
昭和13年に黒板勝美が編集した『新訂増補国史大系』（吉川弘文館）第29上巻に収録される。